# Lam Kam Chuen
Lam Kam Chuen est un maître chinois de tai-chi-chuan, de chi kung et de feng shui.

## Biographie
Lam Kam Chuen est né à Hong Kong où il étudia la médecine chinoise et devint herboriste. Il enseigna le tai chi à Londres à partir de 1976.